# Ronjpelana micheneri
Ronjpelana micheneri är en insektsart som beskrevs av Young 1986. Ronjpelana micheneri ingår i släktet Ronjpelana och familjen dvärgstritar. Inga underarter finns listade i Catalogue of Life.